# فرودگاه کیدول
فرودگاه کیدول (به انگلیسی: Kidwell Airport) یک فرودگاه همگانی بهره‌برداری هوایی است که یک باند فرود خاک دارد و طول باند آن ۱۲۶۲ متر است. این فرودگاه در کشور ایالات متحده آمریکا قرار دارد و در ارتفاع ۷۹۴ متری از سطح دریا واقع شده است.